# Harout et Marout

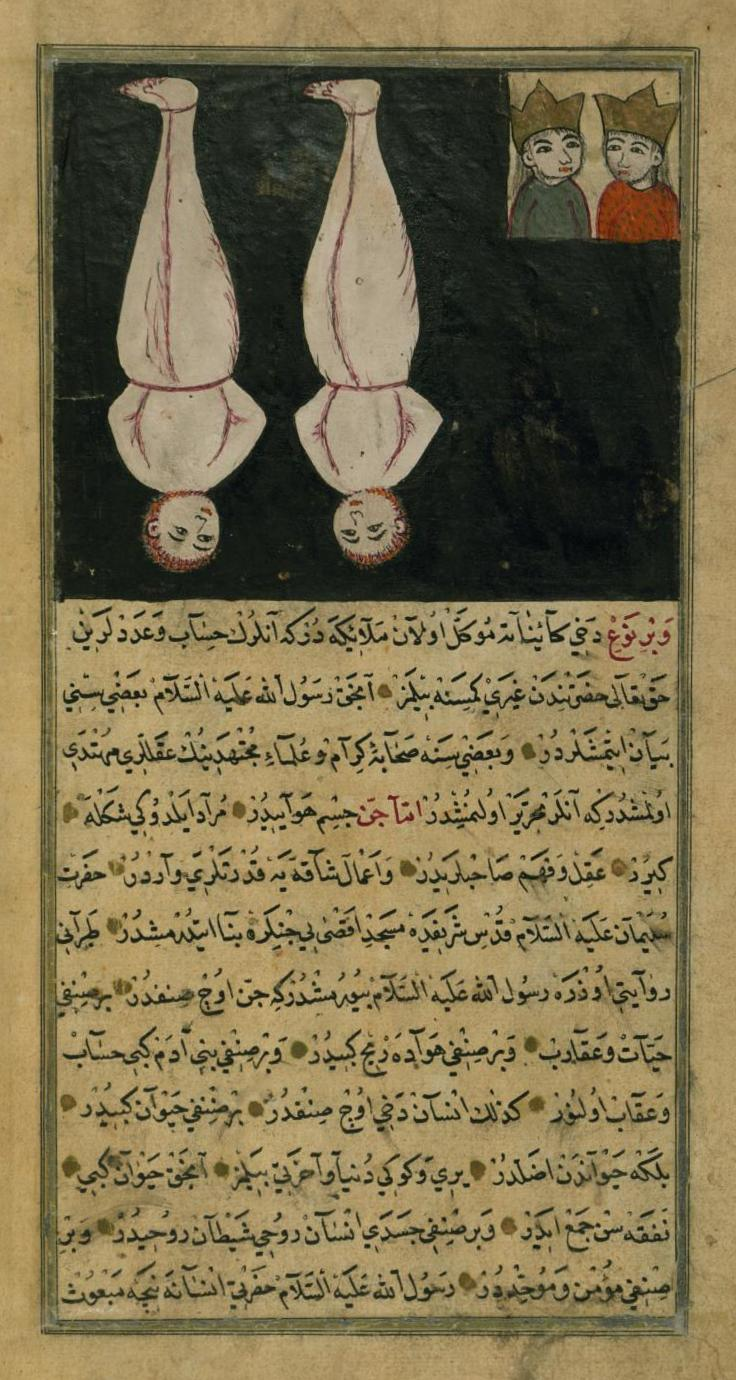
Le châtiment d'Harout et de Marout

Harout et Marout (arabe : هَرُوتَ وَمَرُوتَ) sont deux anges cités dans le texte coranique à la sourate 2 (v. 102). Ils enseignent la magie.

## Citation coranique
« Et ils suivirent ce que les diables racontent contre le règne de Solayman. Alors que Solayman n'a jamais été mécréant mais bien les diables : ils enseignent aux gens la magie ainsi que ce qui est descendu aux deux Anges Harout et Marout, à Babylone; mais ceux-ci n'enseignaient rien à personne, qu'ils n'aient dit d'abord : "Nous ne sommes rien qu'une tentation : ne sois pas mécréant" ; ils apprennent auprès d'eux ce qui sème la désunion entre l'homme et son épouse. Or ils ne sont capables de nuire à personne qu'avec la permission de Dieu. Et les gens apprennent ce qui leur nuit et ne leur est pas profitable. Et ils savent, très certainement, que celui qui acquiert [ce pouvoir] n'aura aucune part dans l'au-delà. Certes, quelle détestable marchandise pour laquelle ils ont vendu leurs âmes ! Si seulement ils savaient ! »

— Sourate Baqara (la vache) 2, verset 102
Ce verset a posé un problème aux orientalistes, en particulier en raison de sa longueur. Blachère, et par la suite de nombreux orientalistes, l'ont considéré comme augmenté d'une interpolation : « En sa forme initiale, ce verset avait à peu près la même longueur que ceux qui précèdent. L’insertion du passage en italique (c’est-à-dire de : “Salomon n’était pas incrédule” à “S’ils avaient su”) est venue l’étirer.»

## Critique textuelle
Les influences à l'origine des figures coraniques d'Harout et Marout ont fait l'objet de recherches anciennes,. Aujourd'hui, l’opinion générale des chercheurs est que ces deux personnages proviennent des deux êtres divins Haurvatat et Ameratat, présents dans la mythologie zoroastrienne. Ces êtres dirigent les eaux et les plantes.
Comme de nombreux autres noms propres coraniques, le schéma lexical est araméen, ce qui montrerait que ces noms ont transité vers la langue arabe via l'araméen. La médiation manichéenne ne peut être exclue entre les figures iraniennes et le Coran.

## Contexte coranique
Ces figures sont citées, dans le Coran, en lien avec le prophète Salomon, ces différentes figures étant reliés par le contexte de la magie. Harout et Marout enseignent, comme les démons, le sort qui permet de faire rompre des époux et la magie aux hommes,, dans un but éducatif. En effet, les anges, dans l'islam, sont entièrement soumis à Dieu et ne peuvent pas lui désobéir. L'enseignement de la magie aux hommes avait donc pour objectif de les sensibiliser de la gravité de ce péché, considéré comme un des pires dans l'islam.  
La description de ces anges rappelle le motif de l’ange déchu, présent dans l’Orient ancien et responsables de l'arrivée du mal sur la terre comme chez 1 Enoch et Jb 4-5. On retrouve, en particulier, dans la tradition musulmane un écho du récit des « fils de Dieu ». Geiger fait, en particulier, le lien entre le Coran et un récit midrashique (‘Aza’el et Shemhazai). Bar-Asher rappelle néanmoins, qu’il est ardu de retrouver la filiation exacte.
« Comme de nombreux autres passages du Coran, le verset mentionnant Hârût et Mârût [...] illustre admirablement la circulation dynamique des idées et des motifs d’une culture à une autre en Mésopotamie et dans les régions environnantes pendant les siècles qui précédèrent l’islam ».

## Interprétations et récit traditionnel
Bar-Asher fait une synthèse des explications données dans les tafâsîr :

« Le lien entre Salomon et Hârut et Mârût, mentionnés dans le même contexte, réside dans la magie. Salomon qui, déjà, dans la tradition juive est maître de magie, est décrit très longuement dans la tradition musulmane postcoranique comme un homme que les démons auraient tenté de séduire. Lorsqu’ils échouèrent dans cette entreprise, ils rédigèrent des livres de sorcellerie et les placèrent sous le trône de Salomon pour salir sa réputation. Après la mort de ce dernier, les démons dirent aux puissances du royaume : “Si vous voulez connaître les moyens grâce auxquels Salomon exerçait un pouvoir absolu sur les hommes, les démons et les esprits, creusez sous son trône et vous y trouverez les livres de sorcellerie dont il se servait. Mais Dieu protégea Salomon de toutes les calomnies qui le menaçaient, comme le souligne le Coran : ‘Salomon n’était pas incrédule, mais les démons sont incrédules’  »

— Bar-Asher, Dictionnaire du Coran, 2007.
Ce récit est post-coranique. Si le Coran précise que cette croyance le précédait, G. Gobillot s'étonne que les commentateurs n'aient pas remarqué la contradiction entre cette hypothèse et un autre passage coranique. L'auteur rappelle que s'il y a une adéquation "presque totale entre le Coran et les commentaires du midrash", les traditions juives et chrétiennes ne donnent pas à Salomon cette dimension en lien avec la magie." Les seules attestations que l’on ait de récits pouvant renvoyer à cette pratique ont circulé dans des milieux très fermés de tradition grecque ou gnostique."
Bien que le Coran ne soit pas clair sur le rôle d'Harout et Marout sur Terre, le récit a été développé et canonisé par la tradition islamique. Il n’apparaît qu'au Xe siècle chez Tabari, lui même repris au XIVe par Ibn Kathir qui reconstitue deux versions du texte. Tabari attribue cette histoire à Ibn Masud et Ibn Abbas. De nombreuses légendes à propos de ces anges sont présentes dans les commentaires coraniques classiques. Le récit est contredit par des penseurs musulmans défendant la doctrine de l’impeccabilité des anges puisque cette sourate est une « difficulté dans la doctrine de l’impeccabilité des anges ».

## Postérité
À partir du XIIe siècle, le récit d'Harut et Marut apparaît dans la littérature occidentale et y reste présent jusqu'au XIXe siècle. Il y "entra dans le domaine de la curiosité folklorique, et servit à illustrer les mœurs et les croyances « bizarres » des Turcs et des peuples arabes en général". Hermann le Dalmate (XIIe siècle), dans le texte qu'il a traduit et intitulé Doctrina Machumet,est le premier à évoquer ce récit.